# 에바 에케블라드
에바 에케블라드(Countess Eva Ekeblad, 본명 Eva de la Gardie, 1724년 7월 10일 ~ 1786년 5월 15일)는 스웨덴의 과학자, 농업경제학자, 사업가, 백작부인이다. 감자로부터 알코올을 추출하는 방법을 개발하고, 감자 전분 제조법을 발견한 업적으로 널리 알려져으며, 스웨덴 한림원 (Royal Swedish Academy of Sciences) 최초의 여성 회원으로 선정되었다.

## 업적
1746년, 에바는 스웨덴 한림원에 감자를 활용한 전분 및 알코올 생산법에 대한 연구를 발표하였다. 감자는 1685년 스웨덴에 도입되었으나, 1740년대 중반까지 대부분 귀족들의 온실에서만 재배되던 식물이었다.
에바의 연구로 인해, 기존에 알코올 생산을 위해 사용되던 곡물 대신 감자를 원료로 알코올을 생산하게 되었다. 이에 따라 밀, 호밀, 보리 등의 곡물을 빵과 같은 주식을 만드는 데에 사용할 수 있게 되었고, 스웨덴 농민들의 식생활이 크게 개선되었다.
에바는 1748년 스웨덴한림원(Royal Swedish Academy of Sciences) 최초의 여성 회원에 선정되었다. 그러나 에바가 스웨덴한림원의 회원으로서 회의에 참여했다는 기록은 남아있지 않다. 당시 남성만 정식 회원으로 인정하던 스웨덴한림원의 규정으로 인해, 에바는 명예회원으로 등재되었다.

## 기타
에바 에케블라드는 2017년 7월 10일 구글 두들에 선정됐다.